# Orlando Letelier

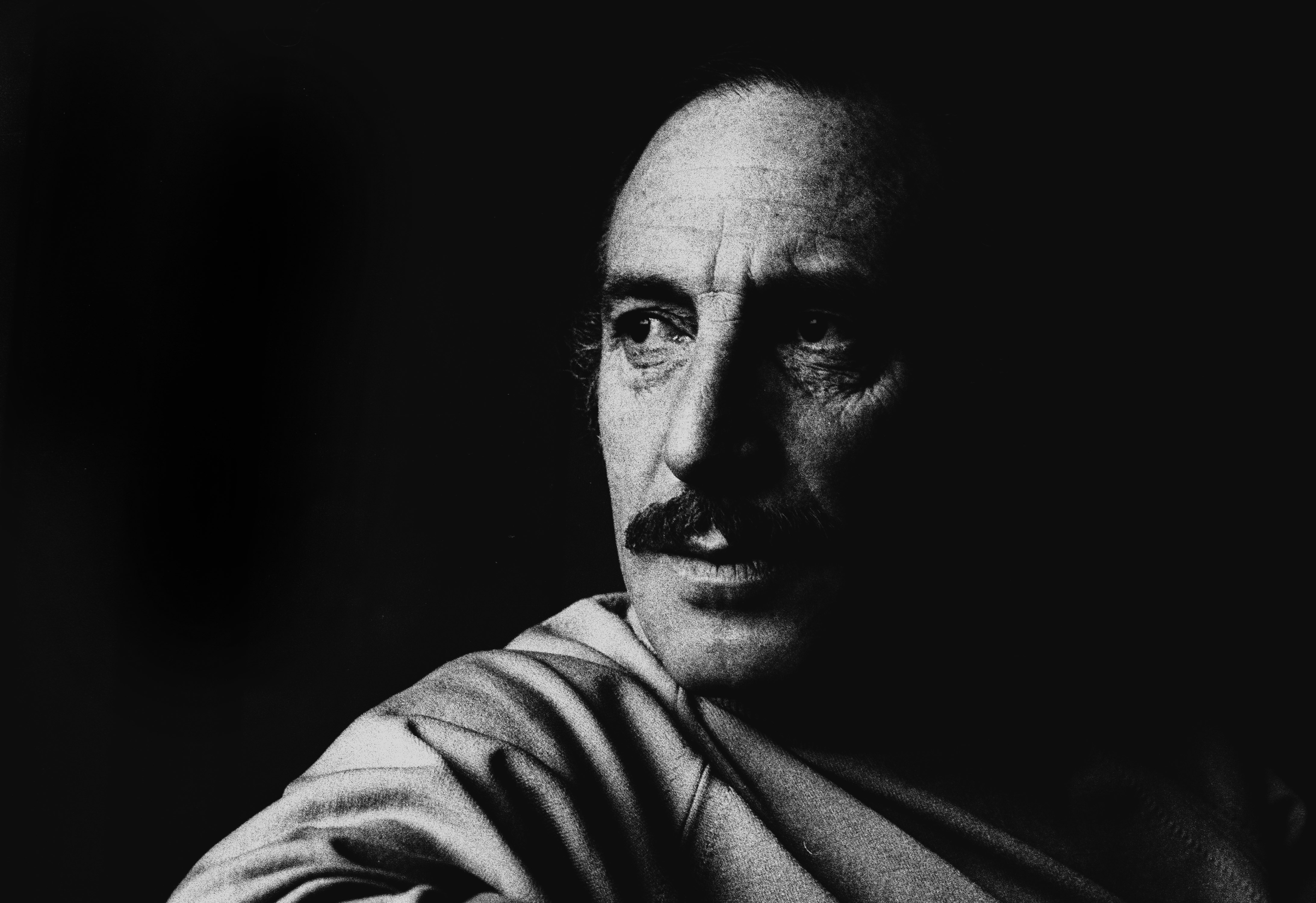
Orlando Letelier

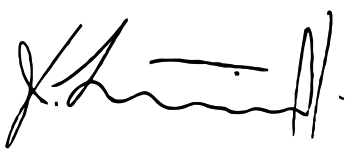
Orlando Letelier

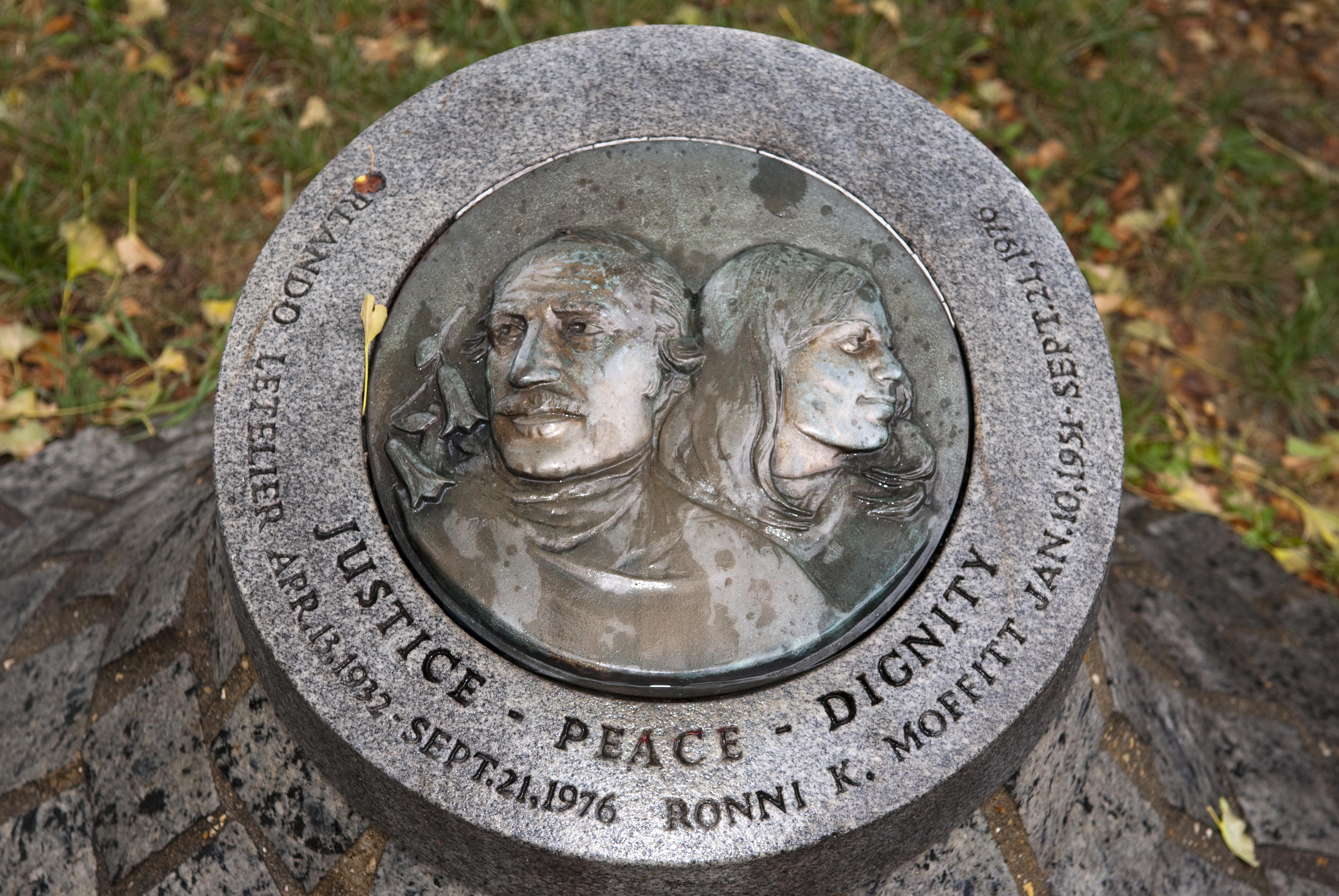
Denkmal am Ort der Ermordung

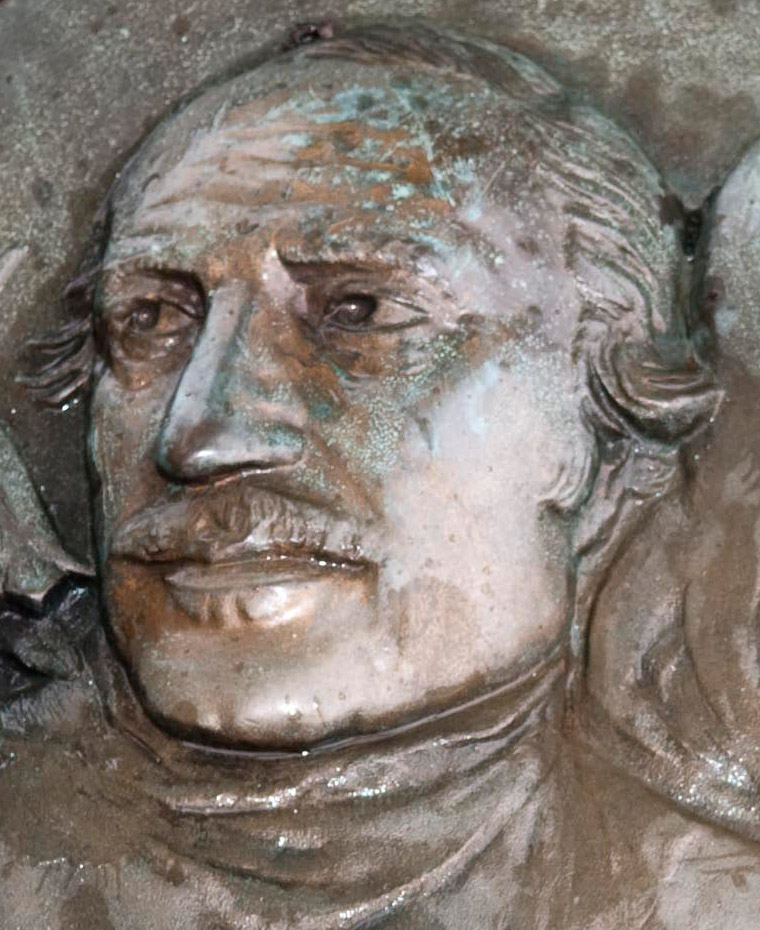
Denkmal am Ort der Ermordung

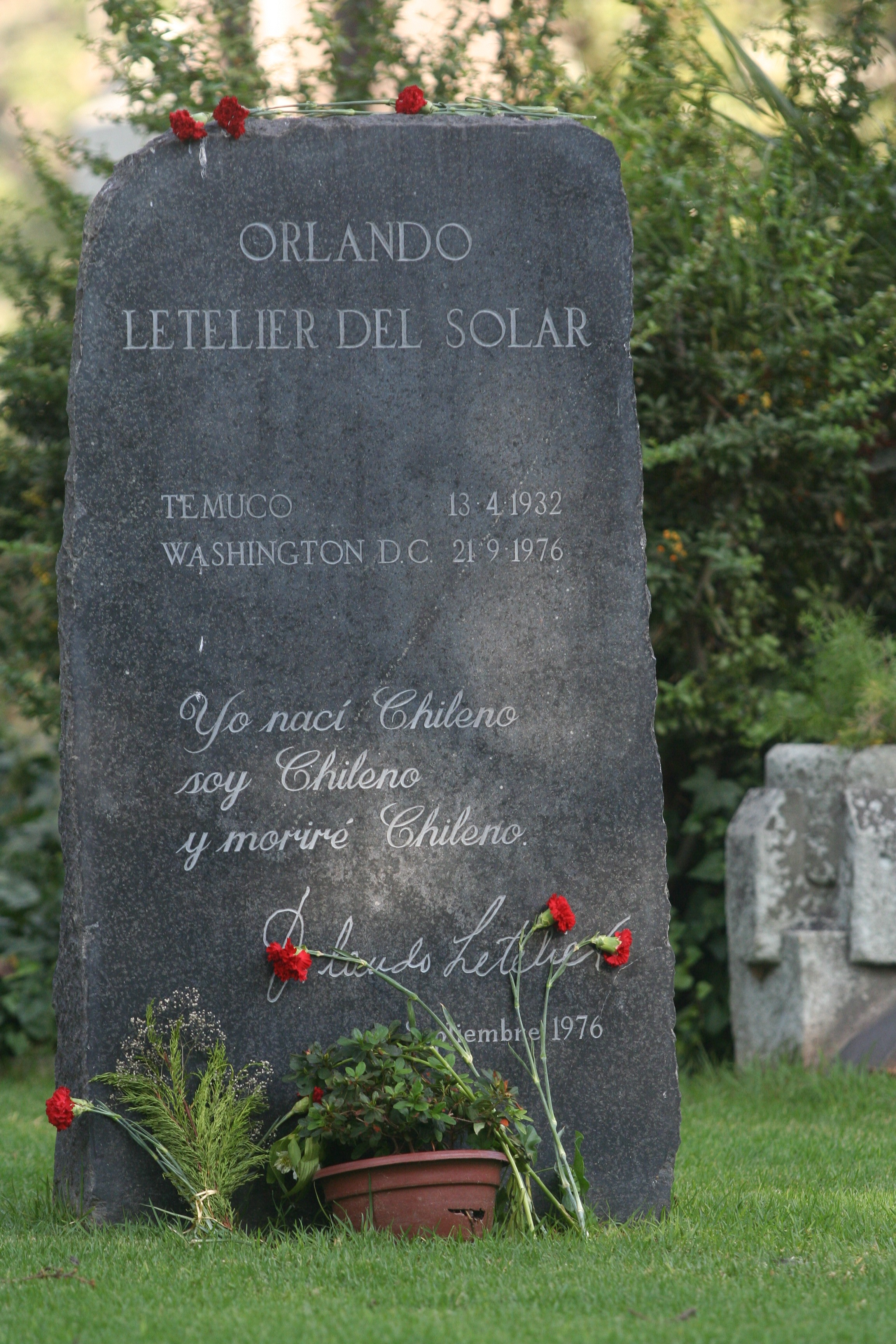
Grab von Orlando Letelier

Orlando Letelier del Solar (* 13. April 1932 in Temuco; † 21. September 1976 in Washington, D.C., USA) war ein chilenischer Diplomat und Politiker (PS). Er wurde im US-amerikanischen Exil auf Befehl des Diktators Augusto Pinochet durch Agenten der chilenischen Geheimpolizei DINA ermordet. Der Mordanschlag in Washington belastete das Verhältnis zwischen Chile und den USA und veranlasste die US-Regierung unter anderem dazu, ihre Unterstützung für die Operation Condor einzustellen.

## Leben
Letelier wurde als jüngstes Kind der Eheleute Orlando Letelier Ruiz und Inés del Solar Rosenberg in der südchilenischen Kleinstadt Temuco geboren. Er begann seine Schulausbildung am in Chile renommierten Instituto Nacional in Santiago. Mit 16 Jahren wurde er als Kadett in der Militärakademie in Chile aufgenommen, wo er seine weiterführende Schulausbildung fortsetzte. Nachdem er seine Militärlaufbahn beendet hatte, begann er an der Universidad de Chile zu studieren. Hier engagierte er sich erstmals politisch in der Studentenunion. 1954 schloss er sein Studium mit einem juristischen Examen ab.
Am 17. Dezember 1955 heiratete Letelier Isabel Margarita Morel Gumucio. Mit ihr hatte er vier Söhne: Cristian, José, Francisco und Juan Pablo Letelier. Letzterer war zwischen 2006 und 2022 Mitglied des Senates für die Partido Socialista.
1955 begann er seine Tätigkeit beim Departamento del Cobre, dem Vorläufer der heutigen Codelco, wo er als Forschungsanalyst für die Kupferindustrie bis 1959 tätig war. In diesem Jahr trat Letelier der chilenischen Sozialistischen Partei (PS) bei und engagierte sich in Allendes zweitem, erfolglosem Präsidentschaftswahlkampf, woraufhin er von seinem staatlichen Arbeitgeber entlassen wurde.
Letelier wanderte mit seiner Familie nach Venezuela aus, wo er als Berater des Finanzministeriums für Kupfer tätig wurde. Dort begann seine Karriere als Leitender Wirtschaftsfachmann der Interamerikanischen Entwicklungsbank und Direktor der Kreditabteilung. Als UN-Berater war er auch verantwortlich für die Gründung der Asiatischen Entwicklungsbank.

## Regierungsmitglied unter Salvador Allende
1971 berief der sozialistische chilenische Präsident Salvador Allende Orlando Letelier zum Botschafter seines Landes in den Vereinigten Staaten. Seine wichtigste Herausforderung bestand darin, der US-Regierung die Verstaatlichung der in Besitz von US-Firmen befindlichen chilenischen Kupferbergwerke zu erklären. 1973 wurde Letelier Außenminister, innerhalb weniger Monate dann Innenminister und zuletzt Verteidigungsminister Chiles.

## Verfolgung unter Augusto Pinochet
Nach dem Militärputsch am 11. September 1973 wurde Letelier beim Betreten seiner Amtsräume im Verteidigungsministerium festgenommen und zunächst im Tacna-Regiment, dann in der Militärakademie gefoltert. Später wurde er acht Monate in ein Gefängnis für politische Gefangene auf der Insel Dawson im Feuerland-Archipel verschleppt, von wo er über ein Gebäude der Luftwaffenakademie in das Konzentrationslager Ritoque gelangte. Nach seiner Freilassung im September 1974 aufgrund massiven diplomatischen Drucks durch den venezolanischen Gouverneur Diego Arria begab er sich nach Caracas. Auf Vorschlag des amerikanischen Schriftstellers Saul Landau, der am Institute for Policy Studies arbeitete, reiste Letelier 1975 nach Washington, D.C. und nahm dort seine Tätigkeit für das Institute for Policy Studies auf.

## Ermordung und Strafverfolgung
Am Morgen des 21. Septembers 1976 fuhr Letelier in Washington, D.C. gemeinsam mit seinen Kollegen Ronni Karpen Moffitt und deren Ehemann Michael Moffitt zur Arbeit. Am Sheridan Circle, 14 Häuserblöcke vom Weißen Haus entfernt, zündete der Attentäter eine unter dem Fahrersitz deponierte Autobombe. Letelier starb im George Washington University Hospital, Ronni Karpen Moffitt verblutete und ihr Ehemann überlebte schwer verletzt.
Innerhalb kurzer Zeit versammelten sich Freunde und Kollegen von Letelier vor der Residenz des chilenischen Botschafters, direkt am Sheridan Circle gelegen, und skandierten in Sprechchören: „Pinochet, Mörder.“ Die chilenische Regierung bestritt eine Verwicklung in das Attentat und erklärte, dies sei das Werk der Opposition, um die Regierung kurz vor der Rede ihres Außenministers bei den Vereinten Nationen zu diskreditieren. Der Auslandsgeheimdienst CIA ließ mehrere Geschichten an die Presse durchsickern, nach denen eine Beteiligung der chilenischen Geheimpolizei DINA unwahrscheinlich sei und der militärische Geheimdienst DIA hielt die Urheberschaft der chilenischen Regierung ebenfalls für unwahrscheinlich. Eine Woche nach dem Anschlag versandte der Rechtsbeistand des FBI in der US-Botschaft in Buenos Aires einen geheimen Drahtbericht nach Washington, der auf einer hochrangigen Quelle im argentinischen Geheimdienst basierte und der die Operation Condor als wahrscheinlichen Urheber des Attentats identifizierte. Der Bericht mit der Bezeichnung „CHILBOM“ hielt fest, dass die „Operation Condor“ die Bildung von Spezialteams umfasse, die überall auf der Welt Sanktionen bis hin zu Attentaten durchführen würden und es sei nicht auszuschließen, dass Orlando Letelier im Rahmen dieser Operation ermordet wurde.
Tatsächlich hatte die Regierung Ford, insbesondere das Büro von Außenminister Henry Kissinger und die CIA, umfangreiches Wissen über die Aktivitäten der Operation Condor. Seit der Ermordung des chilenischen Generals Carlos Prats in Buenos Aires im September 1974 durch die DINA wusste die CIA von der terroristischen Zusammenarbeit der Verbündeten in Südamerika. Am 5. August 1976 erhielt Harry W. Shlaudeman, im Außenministerium der Vereinigten Staaten für Lateinamerika zuständig, einen beunruhigenden Bericht des Botschafters in Paraguay, George Landau, nach dem zwei DINA-Agenten mit gefälschten paraguayischen Pässen in die Vereinigten Staaten reisen wollten. Es gibt jedoch keine Hinweise, dass dieser Vorfall mit konkreten Anschlagsplanungen in Verbindung gebracht wurde. Kissinger wies am 23. August seine Botschafter in Chile, Argentinien und Uruguay an, den Regierungen eine deutliche Warnung zukommen zu lassen, was bis zum Attentat jedoch nicht umgesetzt wurde. Am 6. Oktober erhielt die CIA einen Hinweis von einem Informanten, nach dem Augusto Pinochet persönlich gesagt haben soll, dass Leteliers Kritik am Regime unakzeptabel sei und der Informant glaubte, dass die chilenische Regierung  direkt an der Ermordung beteiligt sei.
Bis März 1978 konnten die Ermittlungsbehörden zwei DINA-Agenten als Tatverdächtige identifizieren. Einer der beiden, Michael Townley, war US-amerikanischer Staatsbürger und mit einer Chilenin verheiratet. Die Carter-Regierung forderte die Auslieferung und am 8. April 1978 wurde Townley in die Vereinigten Staaten überstellt. Townley verständigte sich mit der Staatsanwaltschaft, vollständig auszusagen und erhielt im Gegenzug die Zusage, zu nicht mehr als 10 Jahren Freiheitsstrafe verurteilt zu werden. Er gestand, die Bombe persönlich unter Leteliers Auto platziert zu haben und nannte den Namen seines Auftraggebers, DINA-Chef Manuel Contreras. Er beschuldigte zudem kubanische Exilanten, ihm bei dem Attentat geholfen zu haben. Townley wurde zu einer zehnjährigen Haftstrafe verurteilt, saß davon jedoch nur 62 Monate ab und wurde auf Bewährung entlassen. Townley wurde später in ein Zeugenschutzprogramm aufgenommen und erhielt eine neue Identität. Die Vereinigten Staaten forderten ebenfalls die Auslieferung des chilenischen Geheimdienstchefs Contreras. Der Oberste Gerichtshof Chiles lehnte am 1. Oktober 1979 den Antrag Washingtons auf Auslieferung von Contreras und zwei weiteren chilenischen Armeeoffizieren formell ab.
Als Reaktion ordnete Präsident Jimmy Carter am 30. November 1979  eine Verkleinerung der Botschaft in Chile, die Beendigung von Militärverkäufen, einen „schrittweisen Abbau“ der US-Militärmission und eine Aussetzung der Finanzierung durch die Export-Import-Bank an. Das Außenministerium gab eine Erklärung ab, in der es die Ermordung Leteliers als „ungeheuerlichen Akt des internationalen Terrorismus“ bezeichnete und darauf bestand, dass das chilenische Militärregime „diesen Akt des internationalen Terrorismus de facto gebilligt“ habe.
Der ehemalige chilenische Geheimpolizist Armando Fernández Larios gestand 1987 vor Gericht in Washington seine Tatbeteiligung. Er habe den Befehl ausgeführt, Leteliers Aufenthaltsorte und Tagesabläufe auszukundschaften.
Vertrauliche US-Regierungsdokumente, die im Oktober 2015 auf Beschluss der Regierung Barack Obamas freigegeben und durch Außenminister John Kerry der chilenischen Präsidentin Michelle Bachelet persönlich übergeben wurden, belegen, dass der chilenische Staatspräsident und Diktator Augusto Pinochet persönlich den Mord angeordnet und seinen Geheimdienstchef Manuel Contreras damit beauftragt hatte. Contreras selbst hatte seine Beteiligung stets abgestritten und stattdessen den US-Auslandsgeheimdienst CIA für den Mord verantwortlich gemacht. Aus den freigegebenen Dokumenten geht weiterhin hervor, dass Pinochet beabsichtigte, Contreras ermorden zu lassen, um zu verhindern, dass dieser über den von Pinochet ergangenen Mordbefehl aussagen könne.